# Hôtel de la Caisse d'épargne de Beaune
L'hôtel de la Caisse d'épargne est un bâtiment de la fin du XIXe siècle situé à Beaune, en France. Il est recensé à l'Inventaire général du patrimoine culturel.

## Situation et accès
L'édifice est situé au no 1 de la place de la Halle, à l'angle de la rue de l'Hôtel-Dieu, vers le sud du centre-ville de Beaune. Plus largement, il se trouve dans le département de la Côte-d'Or, en région Bourgogne-Franche-Comté.

## Histoire
L'édifice est construit de 1894 à 1901 selon les plans des architectes Maxime Deschamps et Félix Goin. Le décor est l'œuvre du sculpteur Pron-Viard, originaire de Dijon.

## Statut patrimonial et juridique
Le bâtiment fait l'objet d'un recensement dans l'Inventaire général du patrimoine culturel, en tant que propriété de la commune. L'enquête ou le dernier récolement est effectué en 1988.